# Schleuse Parchim
Die Schleuse Parchim ist eine Schleuse der Müritz-Elde-Wasserstraße in Parchim. Sie wird nicht von einem Schleusenwärter, sondern vom jeweiligen Passierenden bedient, d. h. sie ist eine Selbstbedienungsschleuse.

## Besonderheiten
Die Schleusenkammer besitzt Spundwände, zwischen die die Fender des Schiffs, wenn sie zu klein sind, rutschen können. Deshalb sollten größere Fender genutzt oder darauf geachtet werden, dass das Wasserfahrzeug nicht gegen die Schleusenwand fährt.